# Notte stellata (serie televisiva)
Notte stellata (Night Sky) è una serie televisiva statunitense del 2022 creata da Holden Miller e Daniel C. Connolly.
Il 5 luglio 2022 Amazon ha annunciato la cancellazione della serie, lasciandola priva di finale.

## Trama
Franklin e Irene, una coppia sposata, scoprono nel loro cortile un portale che conduce a un pianeta deserto.

## Episodi
| Stagione       | Episodi | Pubblicazione USA | Pubblicazione Italia |
| -------------- | ------- | ----------------- | -------------------- |
| Prima stagione | 8       | 2022              | 2022                 |

## Personaggi e interpreti
- Irene York, interpretata da Sissy Spacek, doppiata da Melina Martello
- Franklin York, interpretato da J. K. Simmons, doppiato da Luca Biagini
- Jude, interpretata da Chai Hansen, doppiato da Matteo Liofredi
- Byron, interpretato da Adam Bartley, doppiato da Stefano Brusa
- Stella, interpretata da Julieta Zylberberg, doppiata da Paola Majano
- Toni, interpretato da Rocío Hernández, doppiato da Luna Iansante
- Denise, interpretata da Kiah McKirnan, doppiata da Eva Padoan
- Chandra, interpretata da Beth Lacke, doppiata da Cinzia Villari
- Nick, interpretato da Stephen Louis Grush, doppiato da Paolo Vivio
- Jeanine, interpretata da Cass Buggé, doppiata da Roberta De Roberto

## Produzione
La serie ha ricevuto l'ordine di produzione da parte di Amazon Studios e Legendary Television il 21 ottobre 2020.

### Cast
Nel marzo 2021 è stato annunciato che Sissy Spacek e Ed O'Neill erano stati scelti per interpretare i protagonisti. Il mese successivo J. K. Simmons ha preso il posto di O'Neil. Nel maggio 2021, Chai Hansen, Adam Bartley, Julieta Zylberberg, Rocío Hernández e Kiah McKirnan si sono uniti al cast principale, così come Beth Lacke, Stephen Louis Grush e Cass Buggé nell'agosto dello stesso anno.

### Riprese
Le riprese sono iniziate nel giugno 2021 e si sono concluse nell'ottobre successivo, e si sono svolte a Woodstock, presso i Cinespace Film Studios di Chicago, a Frankfort, Wauconda e Island Lake.

## Promozione
Il trailer è stato diffuso online il 22 aprile 2022.

## Distribuzione
La prima stagione ha debuttato sulla piattaforma Prime Video il 20 maggio 2022.

## Accoglienza

### Critica
Sull'aggregatore di recensioni Rotten Tomatoes la prima stagione ottiene il 76% delle recensioni professionali positive, con un voto medio di 6,50 su 10 basato su 29 critiche, mentre su Metacritic ha un punteggio di 66 su 100 basato su 18 recensioni.

## Interruzione
Il 5 luglio 2022, Amazon Prime Video ha cancellato la serie dopo una sola stagione, perché il numero di spettatori non era in grado di giustificare i costi di produzione. L'inizio della pre-produzione di un'eventuale seconda stagione era previsto per settembre 2022.